# The Life and Times of David Lloyd George
The Life and Times of David Lloyd George est une série de la BBC Wales diffusée en 1981 sur BBC1 avec comme acteurs Philip Madoc, Elizabeth Miles, Kika Markham et David Markham. Musique d'Ennio Morricone,
Le film débute sur une scène montrant le vieux David Lloyd George marchant dans la campagne galloise près de Criccieth en se rappelant son oncle Lloyd  le baptisant dans un torrent.